# Paropsurus giganteus
Paropsurus giganteus är en kräftdjursart som beskrevs av Wolff 1962. Paropsurus giganteus ingår i släktet Paropsurus och familjen Munnopsidae. Inga underarter finns listade i Catalogue of Life.